# Eutelia iperrifula
Eutelia iperrifula är en fjärilsart som beskrevs av Emilio Berio 1957. Eutelia iperrifula ingår i släktet Eutelia och familjen nattflyn. Inga underarter finns listade i Catalogue of Life.